# مورسان سور اورژ
شهر مورسان سور اورژ (به فرانسوی: مورسان سور اورژ) در شهرستان اسون در ناحیه ایل-دو-فرانس با جمعیت ۲۱٬۷۱۷ نفر در کشور فرانسه واقع شده‌است